# Isonandra stocksii
Espèce
Statut de conservation UICN

ENB1+2c : En danger
Classification phylogénétique
Isonandra stocksii est une espèce de plantes à fleurs de la famille des Sapotaceae. C'est un petit arbre originaire de Inde. 

## Répartition
Dispersée dans les restes de forêts des Ghats occidentaux. De nombreux sites ont été détruits depuis la fin du XXe siècle. Les derniers sites ont été signalés vers Bangare dans les Upper Bisle Ghat et les Bababudan Hills.